# 930 MBC 뉴스 제주
《930 MBC 뉴스 제주》는 대한민국 제주MBC TV에서 평일 오전 9시 35분에 방송되었던 제주 지역 아침 뉴스 프로그램이다.

## 앵커
- 무작위

## 지역뉴스 경쟁 프로그램
- KBS 930 뉴스 제주 (KBS제주 1TV)